# GNU Compiler Collection
GNU Compiler Collection (angleško Prevajalniška zbirka GNU, po navadi skrajšano kot GCC) je množica programskih prevajalnikov, ki jo je izdelal projekt GNU. Zbirka je prosto programje, ki jo razširja Free Software Foundation (FSF) pod GNU GPL in GNU LGPL. GCC je pomemben del GNU toolchain. Je standardni prevajalnik za operacijske sisteme podobne Unixu in nekatere lastniške sisteme, izvedene od tam, kot je na primer Mac OS X.
Izvirno se je zbirka imenovala GNU C Compiler (Prevajalnik C GNU), ker je podpirala le programski jezik C. Kasneje so jo razširili za prevajanje jezikov C++, Java, Fortran, Ada in druge.

## Pregled
GCC je napisal Richard Matthew Stallman leta 1987 kot prevajalnik za projekt GNU, tako da bi bil na voljo kot prosto programje. Njegov razvoj je večinoma vodila Free Software Foundation.
Skupina razvijalcev, ki je bila nezadovoljna s počasnim napredovanjem in zaprto naravo uradnega razvoja GCC, je leta 1997 razvila projekt z imenom EGCS (Experimental/Enhanced GNU Compiler System). S projektom so povezali več preskusnih  odcepljenih programij v posamezen projekt, izvirajoč iz GCC. Razvoj EGCS se je kasneje pokazal za precej bolj življenjskega od razvoja GCC, tako da so aprila 1999 končno »blagoslovili« kot uradno različico GCC.
Sedaj GCC vzdržuje več skupin programerjev iz celega sveta. Prenesli so ga na več različnih vrst procesorjev in operacijskih sistemov kot kateri drugi prevajalnik. 
Poleg tega, da je GCC uradni prevajalnik sistema GNU, ki vključuje različice na podlagi Linux-a (GNU/Linux), so ga sprejeli kot glavni prevajalnik za izdelovanje in razvoj drugih operacijskih sistemov kot so BSD-ji, Mac OS X, NeXTSTEP in BeOS.
GCC velikokrat izberejo za razvoj programske opreme, ki se bo izvajala na različni strojni opremi. Razlike domačinskih prevajanikov vodijo do težav v razvijajoči programski kodi, ki se naj bi pravilno prevedla na vseh prevajalnikih in v izdelanih skriptah, ki bodo tekle na vseh platformah. Z uporabo GCC je enak razčlenjevalni program za vse platforme, in če se koda prevede na enem sistemu, je večja verjetnost, da se bo prevedla tudi na drugem. V nekaterih primerih GCC naredi počasnejše izvršne programe kot drugi prevajalniki, vendar se ga zaradi prostosti in možnih manjših razvojnih stroškov splača uporabiti.

## Programski jeziki
Z različico 4.0.0, objavljeno 20. aprila 2005, standardna izdaja prevajalnika vsebuje prevajalnike za jezike:
- Ada (GCC za Ada alias GNAT)
- C
- C++ (GCC za C++ alias G++)
- Fortran (GCC za Fortran alias GFortran)
- Java (GCC za Java alias GCJ)
- Objective-C

Izvedbo za jezik CHILL so prej vključili, vendar so jo zaradi pomanjkanja vzdrževanja opustili. Izvedbo za G77 so opustili v prid različici GFortran, ki podpira Fortran 95. Obstajajo tudi izvedbe za pascal, Modula-2, Modula-3, Mercury, VHDL, PL/I in Objective-C++.

## Arhitekture
GCC vključuje procesorje (z različico 4.1):
- Alpha
- ARM
- Blackfin
- H8/300
- System/370, System 390
- x86 in AMD64
- IA-64 »Itanium«
- Motorola 68000
- Motorola 88000
- MIPS
- PA-RISC
- PDP-11
- PowerPC
- SuperH
- SPARC
- VAX
- Renesas družine R8C/M16C/M32C
- družina MorphoSys

Manj znani procesorji, ki jo vsebuje standardna izdaja so: A29K, ARC, Atmel AVR, C4x, CRIS, D30V, DSP16xx, FR-30, FR-V, Intel i960, IP2000, M32R, 68HC11, MCORE, MMIX, MN10200, MN10300, NS32K, ROMP, Stormy16, V850 in Xtensa. Dodatne procesorje, kot so D10V, PDP-10 in Z8000, podpirajo različice GCC, ki jih vzdržujejo ločeno od različice FSF.

## Zgradba
Zunanji uporabniški vmesnik prevajalnika GCC je v splošnem standard za prevajalnik v Unixu. Uporabnik zažene gonilni program gcc, ki potolmači ukazne argumente, se odloči kateri prevajalnik naj za vsako izhodno datoteko uporabi, požene zbirnik prek njihovega izhoda in nato, če je potrebno, požene povezovalnik za dokončno izdelan program.
Vsak prevajalnik za poljuben jezik je ločen program, ki sprejema izvorno kodo in naredi kodo v zbirniku. Vsi imajo skupno notranjo zgradbo. Najprej je začetna faza prevajanja, ki razčleni jezik in naredi abstraktno skladenjsko drevo, in druga faza, ki preoblikuje ta drevesa v RTL (Register Transfer Language), požene različne prevajalniške optimizacije, izdela kodo v zbirniku z uporabo vzorčnega primerjanja za ustrezno arhitekturo, ki izvirno temelji na algoritmu Jacka Davidsona in Chrisa Fraserja.
Skoraj celoten GCC je napisan v C, veliko prve faze pri Adi pa je napisano v njej.